# Gurbet Kuşları
Pour plus de détails, voir Fiche technique et Distribution.
Gurbet Kuşları (Oiseaux à l'étranger) est un film turc réalisé par Halit Refiğ, sorti en 1964. Adaptant le roman du même titre (1962) d'Orhan Kemal, c'est l'un des premiers films à traiter la question des migrations internes en Turquie.

## Synopsis
Pour des raisons économiques, Tahir doit quitter Kahramanmaraş avec sa famille pour aller travailler à Istanbul. Ses espoirs d'une vie meilleure sont mis à rude épreuve au fil des déceptions, alors qu'il est victime d'escrocs. Ses enfants Selim, Murat, Fatma et Kemal vont également changer dans la grande ville, entre traditions imposées aux filles et désir d'occidentalisation des garçons,.

## Fiche technique
- Titre : Gurbet Kuşları
- Réalisation : Halit Refiğ
- Scénario : Orhan Kemal et Turgut Özakman
- Photographie : Çetin Gürtop
- Montage : Mehmet Bozkus
- Musique :
- Production : Recep Ekicigil
- Société de production :
- Pays :  Turquie
- Genre : Film dramatique
- Durée : 102 minutes
- Dates de sortie : 1964

## Distribution
- Tanju Gürsu : Murat
- Cüneyt Arkın : Selim
- Filiz Akın : Ayla	Jeyan
- Özden Çelik : Kemal Bakırcıoğlu
- Pervin Par : Fatma Bakırcıoğlu
- Mümtaz Ener : Tahir Bakırcıoğlu
- Önder Somer : Orhan
- Hüseyin Baradan : Haybeci
- Sevda Ferdağ : Seval/Naciye

## Récompenses
- Festival international du film d'Antalya 1964 : prix du meilleur film et du meilleur réalisateur[2],[3]